# Millennium Actress
Millennium Actress (千年女優 Sennen joyū?) är en japansk animerad film från 2001 av regissören Satoshi Kon och som animerades av Madhouse.

## Handling
Filmskaparen Genya Tachibana har sökt sig hem till Chiyoko Fujiwara för att spela in en dokumentär om hennes skådespelarkarriär. När hon börjar berätta om sitt liv transporteras Genya och hans kameraman, Kyoji Ida, in i hennes berättelse.  Där får de följa ett äventyr som till lika delar baseras på Chiyokos liv som rollerna hon spelat genom åren.

## Röstskådespelare
- Chiyoko Fujiwara, Gammal - Miyoko Shoji
- Chiyoko Fujiwara, Vuxen - Mami Koyama
- Chiyoko Fujiwara, Ung - Fumiko Orikasa
- Genya Tachibana  - Shozo Iizuka
- Genya Tachibana, Ung - Masamichi Sato
- Eiko Shimao - Shouko Tsuda
- Junichi Ootaki - Hirotaka Suzuoki
- Kyouji Ida - Masaya Onosaka
- Chiyokos moder - Hisako Kyoda
- Mino - Tomie Kataoka
- Mannen med ärret - Masane Tsukayama
- Mannen med nyckeln - Koichi Yamadera